# Clubes de futebol de São Tomé e Príncipe
Os clubes de futebol de São Tomé e Príncipe estão divididos entre as ilhas de Príncipe e de São Tomé e disputam torneios insulares.

## Clubes da Ilha de São Tomé
- Agrosport
- Andorinha Sport Club
- Bairros Unidos FC (Caixão Grande)
- Clube Desportivo de Guadalupe
- Desportivo Marítimo
- Futebol Club Aliança Nacional
- Grupo Desportivo Cruz Vermelha
- Inter Bom-Bom
- Os Dinâmicos (Folha Fede)
- Santana FC (Santana)
- Sporting Praia Cruz
- UDESCAI
- UDRA (São João dos Angolares)
- Vitória FC (Riboque)
- Futebol Clube Neves
- Desportivo Oque d’El Rei
- Desportivo Militar 6 de Setembro
- Ribeira Peixe
- Associação Desportiva JUBA Futebol Clube - Diogo Simão

## Clubes da Ilha de Príncipe
- Desportivo 1.º de Maio
- Futebol Clube Porto Real
- Grupo Desportivo Os Operários
- Grupo Desportivo Sundy
- Sporting Clube do Príncipe
- União Desportiva Aeroporto, Picão e Belo Monte (UDAPB)
- Boavista Futebol Clube de Santa Rita